# Frédéric-Guillaume de Brunswick-Wolfenbüttel
Frédéric-Guillaume de Brunswick-Wolfenbüttel (né le 9 octobre 1771 à Brunswick, mort le 16 juin 1815 à Quatre Bras de Baisy-Thy), surnommé « le Duc noir » (der Schwarze Herzog), est un militaire et prince allemand. Il est brièvement duc de Brunswick-Lunebourg et prince de Wolfenbüttel en 1806, avant l'invasion française. Il récupère sa principauté en 1813 et devient duc de Brunswick, avant d'être tué durant les Cent-Jours.

## Biographie
Quatrième fils du duc Charles-Guillaume-Ferdinand de Brunswick-Wolfenbüttel et d'Augusta de Hanovre, Frédéric-Guillaume entre dans l'armée prussienne au grade de capitaine en 1789 et participe aux batailles engagées contre la France. En 1805, son oncle, le duc Frédéric-Auguste de Brunswick-Wolfenbüttel-Œls décède sans descendance, Frédéric Guillaume hérite alors du duché de Brunswick-Oels.
Le 14 octobre 1806, il participe à la bataille d'Iéna, tandis que son père, maréchal de camp de l'armée prussienne, commande à la bataille d'Auerstaedt. Ce dernier meurt d'une blessure reçue durant la bataille et Frédéric-Guillaume hérite du duché de Brunswick-Wolfenbüttel, son frère aîné étant mort quelques mois auparavant sans laisser d'héritiers et ses deux frères cadets étant mentalement retardés. Toutefois, son règne est bref : après sa victoire, Napoléon fait du Wolfenbüttel un simple département du royaume de Westphalie. La perte de son duché fait de Frédéric-Guillaume, exilé chez sa belle-famille dans le pays de Bade, l'un des opposants les plus acharnés à la domination napoléonienne sur l'Allemagne.
En 1809, la guerre éclate entre la France et l'Autriche. Frédéric-Guillaume saisit cette occasion pour créer un corps de partisans avec l'appui de l'Autriche : la Schwarze Schar, la « légion noire », leurs uniformes étant noirs en signe de deuil de leur pays occupé. Frédéric-Guillaume lève une armée de 2 000 hommes bientôt renforcés par 5 000 autrichiens avec pour objectif de tomber sur les arrières de l'Armée d'Allemagne. Il se porte le 11 juin sur Dresde obligeant le roi de Saxe à fuir sur Leipzig. Il réussit brièvement à reprendre le contrôle de la ville de Brunswick en août 1809, devenant un héros populaire dans la région.
Après la défaite de l'Autriche à la bataille de Wagram cette même année, il traverse la Bohême et le nord-ouest de l'Allemagne, malgré la présence des troupes ennemies. Après la prise de Halberstadt, il affronte les Westphaliens, supérieurs en nombre, qui essayent de l'arrêter à Oelper près de Brunswick, et bat les troupes du général français Reubell. Il est contraint de s'embarquer le 6 août avec son armée à Elsfleth (près de la ville d'Oldenbourg) sur des bateaux américains et se rend au Royaume-Uni. Entre-temps, il visite clandestinement à plusieurs reprises son ancien duché, contribuant ainsi à sa popularité.
Incorporé dans l'armée britannique, son corps militaire combat avec beaucoup de succès en Espagne avec Wellington. La Prusse ayant mis un terme à l'occupation française, il retourne à Brunswick en 1813 et y lève des troupes fraîches. Il est tué à la bataille des Quatre-Bras, près de Waterloo, le 16 juin 1815.
La veille de la bataille il avait été invité, comme de nombreux autres protagonistes alliés, au Bal de la duchesse de Richmond à Bruxelles. Sa présence y est confirmée par le témoignage de Georgiana, Douairière De Ros, tout comme celle du Duc de Wellington.

## Descendance
En 1802, Frédéric-Guillaume épouse Marie de Bade (1782-1808), fille du magrave-héréditaire Charles-Louis de Bade et d'Amélie de Hesse-Darmstadt. Par cette union, le duc devient le beau-frère du tsar Alexandre Ier de Russie et du roi Gustave IV de Suède.
Trois enfants sont nés de cette union :
- Charles (1804-1873), duc de Brunswick ;
- Guillaume (1806-1884), duc de Brunswick ;
- une fille mort-née (1808).

## Postérité
Monuments en sa mémoire :

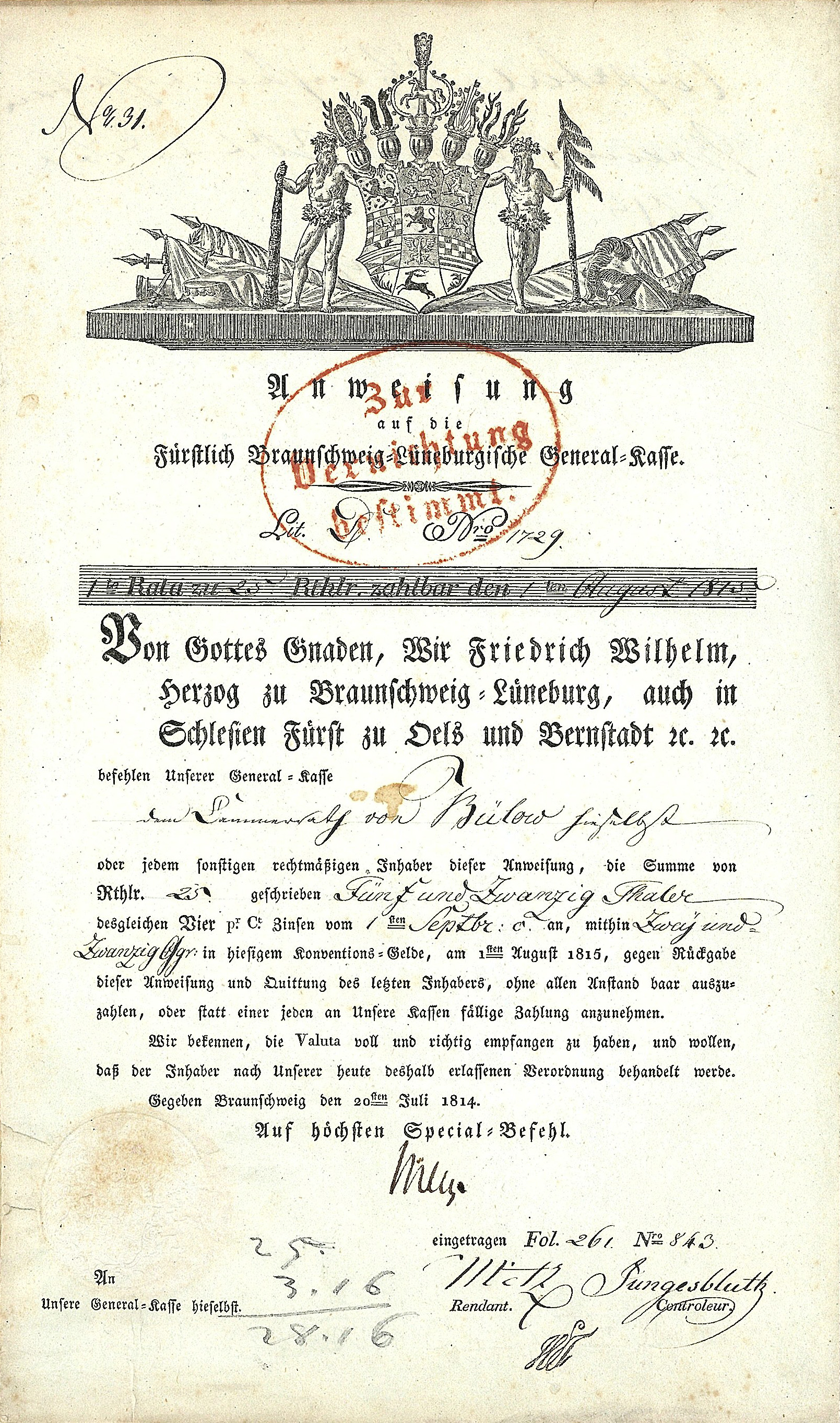
Emprunt à 4 % de Frédéric-Guillaume, duc de Brunswick-Lunebourg, de 25 thalers, émis à Brunswick le 20 juillet 1814, encaissable à la Caisse générale du duché de Brunswick-Lunebourg, contracté pour le financement de la guerre de libération contre Napoléon

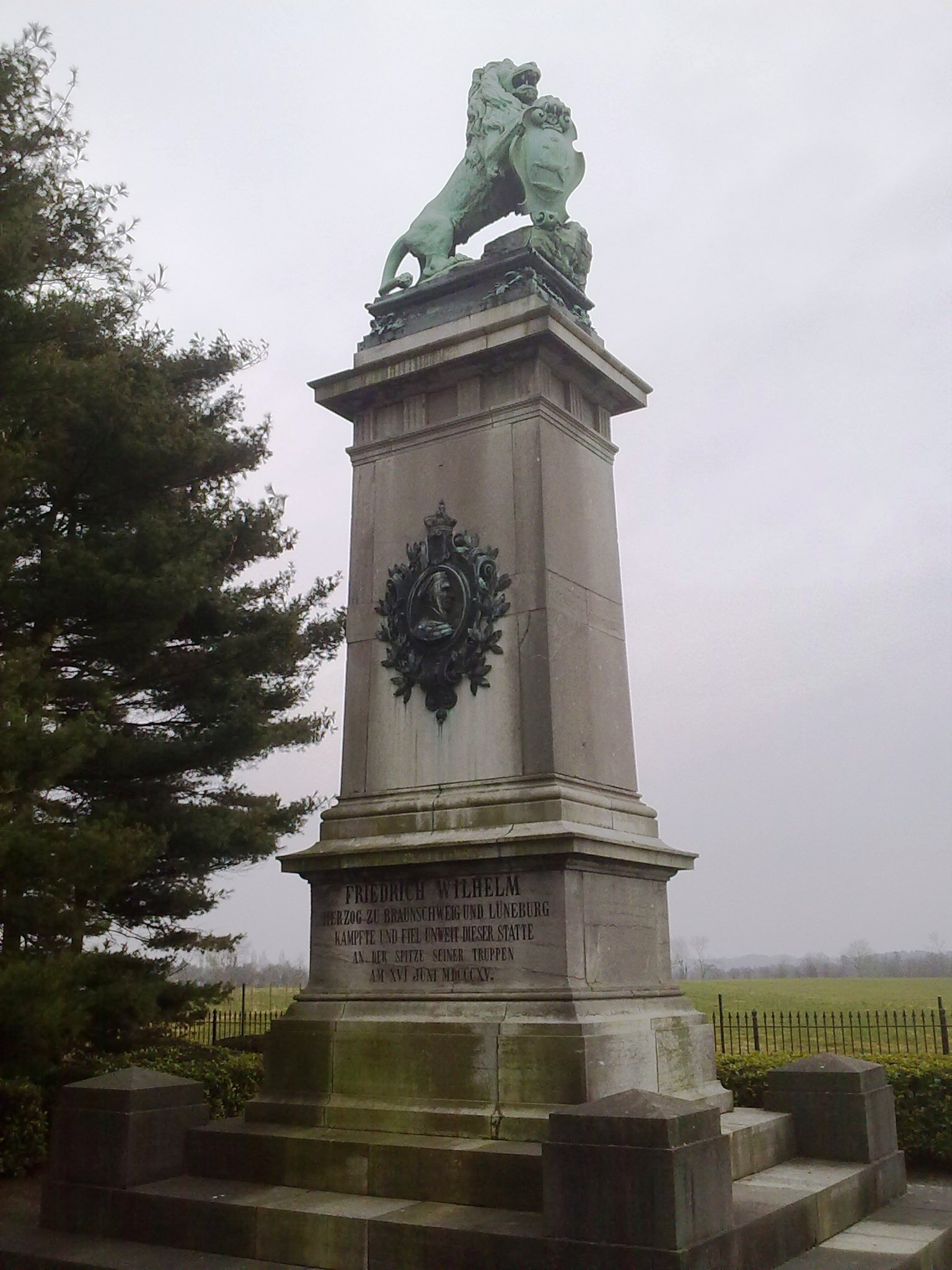
Monument Brunswick à Baisy-Thy (Belgique). On lit en allemand sur la plaque : « Frédéric-Guillaume comte de Brunswick et de Lunebourg combattit à la tête de ses troupes et tomba non loin de cet endroit le 16 juin 1815. »

- le Duc noir, monument érigé le 10 novembre 1874, sculpteur Georg Ferdinand Howaldt. À partir de mai 2007, de nouveau devant le palais ducal reconstruit à Brunswick.
- mémorial Brunswick à Baisy-Thy (commune de Genappe, Belgique) sur la Nationale 5, au sud du carrefour des Quatre-bras non loin du lieu où il mourut. Ce monument a été érigé par l'état de Brunswick pour les 75 ans. Le bronze a été coulé dans les fonderies Wilhelm à Bornum.
- Obélisque (de) à Löwenwall (de) au Brunswick, (célèbre aussi son père).
- Obélisque mémorial à Oelper (près de Brunswick) en mémoire de ladite bataille ;
- mémorial à Brunswick (porte Saint-Pierre), où le duc bivouaqua pendant la campagne de 1809 ;
- mémorial à Burgdorf (Basse-Saxe), où le duc bivouaqua pendant cette même campagne ;
- mémorial à Syke (Basse-Saxe), où le duc bivouaqua également ;
- monument au Duc Noir (de) dans le port de Elsfleth Basse-Saxe) ;
- monument de 1909 à Schöppenstedt section de Wolfenbüttel (Basse-Saxe) ;
- monument à Hessen près de Fallstein (Saxe-Anhalt.

Aujourd'hui, une bière locale porte son nom : Schwarzer Herzog.